# Парсонс, Грэм
Грэ́м Па́рсонс (англ. Gram Parsons, наст. имя Cecil Ingram Connor III; 5 ноября 1946 — 19 сентября 1973) — американский певец, гитарист и пианист. Один из основоположников кантри-рока и прародителей альт-кантри и американы.
Концепция музыки Парсонса заключалась в сочетании кантри, ритм-н-блюза, соула, фолка и рока, которое сам певец называл Cosmic American Music. В 1960-е годы он был участником кантри-рок групп International Submarine Band и The Byrds, а затем с Крисом Хиллманом основал The Flying Burrito Brothers. В начале 1970-х годов певец запустил сольную карьеру, записав два альбома — GP и Grievous Angel, которые и стали его последними работами.
Парсонс скоропостижно умер в возрасте 26 лет от передозировки наркотиков и его музыкальная карьера в итоге была относительно короткой. Тем не менее, как отмечает музыкальный критик Стивен Томас Эрлевайн, певец оказал «огромное влияние» и на кантри, и на рок, «смешивая эти два жанра до такой степени, что они стали (становились) неотличимы друг от друга», причём это «влияние и в следующем тысячелетии всё ещё хорошо слышно».
Хотя Парсонс не записал хитов и не добился коммерческого успеха, после смерти он обрёл почти мифический статус. Наследие певца не было забыто — его протеже и дуэт-партнёрша Эммилу Харрис активно популяризировала творчество своего наставника, а позже песни Парсонса исполняли и другие артисты. Среди тех, на кого повлиял музыкант — The Rolling Stones, Элвис Костелло, Таунс Ван Зандт, Стив Эрл, Райан Адамс, Бек, Wilco и Стерджил Симпсон.
В 2005 году журнал Rolling Stone поместил певца на 87-е место в списке «100 величайших исполнителей всех времён». Как пишет Кит Ричардс в сопровождающем материал очерке, объём записанной Парсонсом музыки «довольно мал». Тем не менее, по его оценке, «влияние [Парсонса] на кантри-музыку огромно, вот почему мы сейчас о нём говорим». В 2017 году издание также поставило Парсонса на 39-ю позицию в списке «100 величайших кантри-артистов всех времен».
Кроме того, журнал Rolling Stone включил в список «500 величайших альбомов всех времён» сразу три пластинки, в создании которых Парсонс принимал значимое участие: Sweetheart of the Rodeo группы The Byrds, The Gilded Palace of Sin группы The Flying Burrito Brothers и его последнюю сольную работу Grievous Angel. Среди других почестей музыканта — награда President’s Award от Ассоциации музыки американа (2003).
Широчайшую посмертную известность Парсонсу также принес инцидент с его трупом — перед похоронами он был похищен другом и дорожным менеджером певца Филом Кауфманом и сожжён в калифорнийской пустыне на территории национального парка Джошуа-Три. Позднее выяснилось, что Кауфман выполнял прижизненную волю Парсонса. По мотивам данного происшествия в 2003 году был снят художественный фильм «Похищение Парсонса».
Несмотря на свой вклад в кантри-музыку, Парсонс до сих пор не включен в Зал славы кантри. Нелогичность такого положения дел отмечали авторитетные критики и издания, в том числе Чет Флиппо и журнал Rolling Stone. В то же время Грант Альден из журнала No Depression считает, что Парсонса допустимо включать только в Зал славы рок-н-ролла, поскольку певец не был частью кантри-индустрии, а его песни в итоге не стали кантри-стандартами.

## Дискография
| 1968                                      | Safe at Home (International Submarine Band)                                                                   | —   | —  |
| 1968                                      | Sweetheart of the Rodeo (The Byrds)                                                                           | 77  | —  |
| 1969                                      | The Gilded Palace of Sin (Flying Burrito Brothers)                                                            | 164 | —  |
| 1970                                      | Burrito Deluxe (Flying Burrito Brothers)                                                                      | —   | —  |
| 1973                                      | GP | —   | —  |
| 1974                                      | Grievous Angel                                                                                                | 195 | —  |
| 1976                                      | Sleepless Nights (Gram Parsons & the Flying Burrito Brothers)                                                 | 185 | —  |
| 1979                                      | Early Years (1963—1965)                                                                                       | —   | —  |
| 1982                                      | Live 1973 (Gram Parsons and the Fallen Angels)                                                                | —   | —  |
| 1987                                      | Dim Lights, Thick Smoke and Loud Loud Music (Flying Burrito Brothers)                                         | —   | —  |
| 1995                                      | Cosmic American Music                                                                                         | —   | —  |
| 2001                                      | Another Side of This Life: The Lost Recordings of Gram Parsons                                                | —   | —  |
| 2001                                      | Sacred Hearts & Fallen Angels: The Gram Parsons Anthology                                                     | —   | —  |
| 2006                                      | The Complete Reprise Sessions                                                                                 | —   | —  |
| 2007                                      | Gram Parsons Archives Vol.1: Live at the Avalon Ballroom 1969 (Gram Parsons with the Flying Burrito Brothers) | —   | 45 |
| «—» означает, что альбом не попал в чарт. | |     |    |

### Трибьют-альбомы
- Conmemorativo: A Tribute to Gram Parsons (1993)
- Return of the Grievous Angel: A Tribute to Gram Parsons (1999)